# 福建天信足球俱乐部
福建宁德福宁足球俱乐部，原名福建春伦天信足球俱乐部，简称福建天信，是一间成立于2005年，曾位于福建省福州市/泉州市，但现已迁往宁德市的中國职业足球俱乐部。

## 历史

### 非职业联赛
该俱乐部在2005年由沈文策组建，当时属于业余足球俱乐部，从那时起连续多年参加了福州地区的业余足球比赛。2017年1月16日，为了冲击中乙联赛的准入资格，该俱乐部正式转变为一间职业俱乐部，赵图强被任命为主教练。
在赢得2017年福建足球协会超级联赛冠军之后，俱乐部进入全国业余联赛大区赛，并成功晋级总决赛阶段。总决赛阶段时，球队在第一轮击败了武汉楚风合力，但在四分之一决赛输给了齐齐哈尔中建，排位赛输给了延边北国，最终在2017年业余联赛排名第7。然而，由于肇庆恒泰、成都钱宝和上海聚运动放弃中乙联赛资格，且齐齐哈尔中建和拉萨城投不符合中乙联赛准入资格，俱乐部得以递补升级。

### 职业联赛
递补升级之后，球队随即获得足协杯资格，在第二轮客场0-4不敌南通支云。2018年5月28日，俱乐部的主场从福建省奥林匹克体育中心迁至海峡奥林匹克体育中心。 9月29日，俱乐部获得常规赛南区第三名，创造了中乙历史上升班马球队在常规赛阶段取得的最好成绩。但是在总决赛阶段第一轮负于盐城大丰后，球队最终取得总排名第7的成绩。
2019年3月5日，俱乐部的主场从福州市迁至晋江市。2020年2月3日，福建天信因未按时提交2019年工资奖金确认表，无法获得新赛季联赛参赛资格。福建天信在解决了工资问题后，于5月15日迁到宁德市开始集训并更名为福建宁德福宁足球俱乐部，但未能重新争取到新赛季中国足球乙级联赛参赛资格，且随后很快解散。

## 比赛结果
- 更新日期2019年10月13日[9]

### 历季成绩
| 赛季 | 等级 | 场次 | 胜 | 平 | 负 | 进球 | 失球 | 净胜球 | 积分 | 排名 | 足协杯 | 平均观众人数 | 主场                                                           |
| 2017 | 4    |      |    |    |    |      |      |        |      | 7    | 无资格 | -            | 福建师范大学综合体育馆                                         |
| 2018 | 3    | 26   | 12 | 7  | 7  | 33   | 24   | 9      | 43   | 7    | 第二轮 | 1853         | 福建省奥林匹克体育中心 福州大学城体育中心 海峡奥林匹克体育中心 |
| 2019 | 3    | 30   | 13 | 5  | 12 | 32   | 42   | -6     | 441  | 13   | 第一轮 |              | 泉州轻工职业学院球场                                           |

- ^1 小组赛阶段。

### 历任主教练列表
| 姓名   | 在任时间      | 备注 |
| 赵图强 | 2017年-2020年 |      |